# Free Samples
Pour plus de détails, voir Fiche technique et Distribution.
Free Samples est un film américain de Jay Gammill sorti en 2012.

## Fiche technique
- Titre : Free Samples
- Réalisation : Jay Gammill
- Scénario : Jim Beggarly
- Musique : Eric Elbogen
- Photographie : Reed Morano
- Montage : Jay Gammill et Franklin Peterson
- Production : Joseph McKelheer
- Société de production : Film Harvest et Sawhorse Productions
- Pays :  États-Unis
- Genre : Comédie dramatique
- Durée : 80 minutes
- Dates de sortie : 
  -  États-Unis : 20 avril 2012

## Distribution
- Jess Weixler : Jillian
- Jesse Eisenberg : Tex
- Tippi Hedren : Betty
- Halley Feiffer : Nancy
- Jason Ritter : Wally
- Keir O'Donnell : Danny
- Jocelin Donahue : Paula
- Whitney Able : Dana
- Eben Kostbar : Matthew
- Jordan Davis : Peter
- James Duval : Antonio
- Matt Walsh : M. Hightower
- Craig Gellis : Steel
- Cory Knauf : Noah